# Ludwig Uhland
Johann Ludwig Uhland (Tubinga, 26 aprile 1787 – Tubinga, 13 novembre 1862) è stato un poeta tedesco.
Uhland può essere considerato uno dei maggiori poeti della scuola sveva, dalla quale accolse quell'anelito di libertà che lo condusse in seguito ad abbandonare la letteratura per la vita politica.
Nel 1815 pubblicò un volume di liriche e iniziò l'insegnamento della letteratura tedesca a Tubinga. Fu membro del parlamento nel 1848. La sua produzione poetica, largamente apprezzata e molto popolare in Germania, trovò nella ballata il mezzo espressivo più congeniale, dove una sana robustezza di fondo nelle rievocazioni leggendarie si unisce ad una perfetta padronanza linguistica e ritmica: Graf Eberhard (Il conte Eberhard), Der blinde Konig (Il re cieco), Der letzte Pfalzgraf (L'ultimo conte palatino) Des Sangers Fluch (La maledizione del cantore).
Scrisse inoltre il testo della marcia funebre Ich hatt' einen Kameraden, tuttora in uso nelle forze armate tedesche.
Dopo il 1819 l'attività poetica di Uhland si limitò alla pubblicazione di pochi testi fra cui la ballata Das Gluck von Edenhall (La fortuna di Edenhall). Di scarsa efficacia sono invece le sue opere teatrali.